# 4 Words (To Choke Upon)
4 Words (To Choke Upon) – pierwszy singel walijskiej metalcorowej grupy Bullet for My Valentine, pochodzący z EP Hand of Blood, a później zawarty także na debiutanckim albumie pod tytułem The Poison.
Utwór ten nie znajdował się na wydanym w Wielkiej Brytanii E.P, był za to wydany jako singel, wersja winylowa została ograniczona do 1000 sztuk. Piosenka ta znalazła się później na wydanym w USA E.P o nazwie 'Hand of Blood'.

## Lista utworów
1. „4 Words (To Choke Upon)”
2. „Curses” (Alternate Extended Mix) – 4:36

Utwór występuje także w The Best of Taste of Chaos Two.

## Twórcy
- Matthew „Matt” Tuck – śpiew; gitara
- Michael „Padge” Padget – gitara; śpiew towarzyszący
- Jason „Jay” James – bas; śpiew towarzyszący
- Michael „Moose” Thomas – perkusja